# Bothrops alternatus
Espèce
Synonymes
- Rhinocerophis alternatus (Duméril, Bibron & Duméril, 1854)
- Lachesis inaequalis Magalhaes, 1925

Bothrops alternatus est une espèce de serpents de la famille des Viperidae. Il est appelé Yarará grande, Urutu ou Víbora de la cruz.

## Répartition
Cette espèce se rencontre :
- en Argentine dans les provinces de Buenos Aires, de La Pampa, de Santa Fe, d'Entre Ríos, de Corrientes, de Misiones, du Chaco, de Formosa, de Córdoba, de Santiago del Estero, de Catamarca, de Salta, de Jujuy, de Tucumán, de Mendoza, de San Juan, de La Rioja et de San Luis ;
- en Uruguay ;
- au Paraguay ;
- au Brésil dans les États du Rio Grande do Sul, de Santa Catarina, du Paraná, de São Paulo, du Minas Gerais, de Goiás et du Mato Grosso do Sul.

## Description

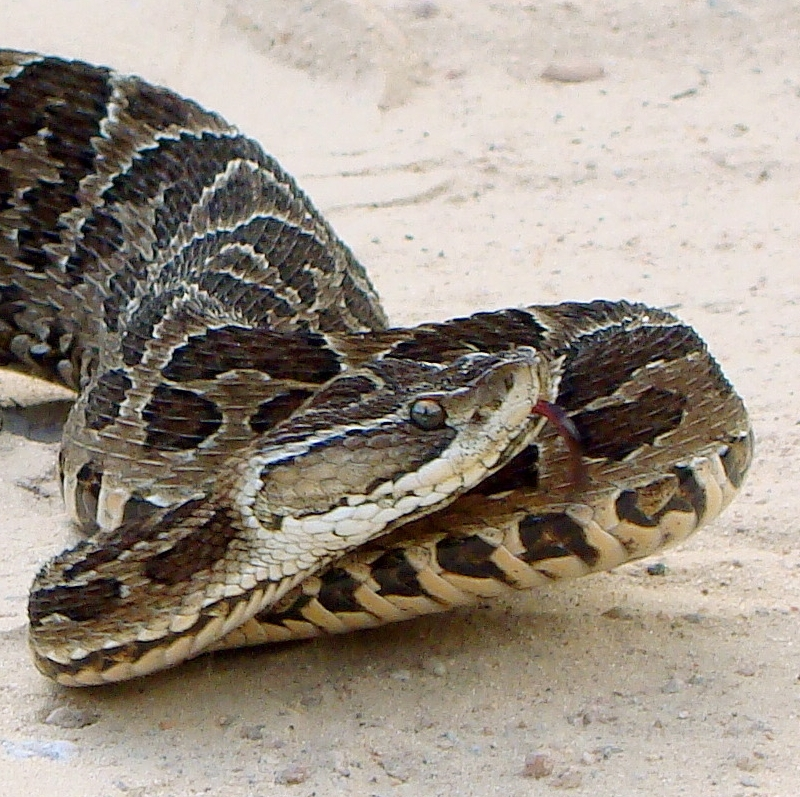
Bothrops alternatus

C'est un serpent venimeux vivipare pouvant occasionner des envenimations graves. Il peut atteindre 170 cm de longueur.

## Publication originale
- Duméril, Bibron & Duméril, 1854 : Erpétologie générale ou histoire naturelle complète des reptiles. Tome septième. Deuxième partie, p. 781-1536 (texte intégral).